# Воронов Володимир Анатолійович
Володимир Анатолійович Воронов (нар. 23 серпня 1978, м. Макіївка, Донецька область) — український дизайнер та політик, народний депутат України 9-го скликання. Член Комітету Верховної Ради з питань освіти, науки та інновацій, голова підкомітету з питань дошкільної освіти.

## Життєпис
Закінчив Донецький національний університет імені Василя Стуса.
Є засновником студії графічного і предметного дизайну VoronovDesign.
Генеральний директор Міжнародного брендингового агентства Володимира Воронова, яке спеціалізується на створенні та розвитку корпоративної культури й корпоративного брендингу у компаніях і корпораціях.
Автор і дизайнер проєкту Mr. Leader, написав книги з мотивації та корпоративного лідерства.
Засновник інтернет-спільноти «Донецькі Київські» в соціальній мережі Facebook.

## Політична діяльність
Кандидат у народні депутати від партії «Слуга народу» на парламентських виборах 2019 року, № 41 у списку. На час виборів: генеральний директор брендінгового міжнародного агентства Воронова Володимира, член партії «Слуга народу». Проживає в місті Києві.
Член Постійної делегації у Парламентській асамблеї Організації з безпеки та співробітництва в Європі. Співголова групи з міжпарламентських зв'язків з Швейцарською Конфедерацією.
Голосував за проєкт постанови 0901-П «Про скасування рішення Верховної Ради України від 16.01.2020 року про прийняття у другому читанні та в цілому як закону України проєкту Закону України „Про повну загальну середню освіту“», який не передбачає існування російськомовних шкіл.
22 липня 2025 року голосував за закон України 12414 який був ухвалений з порушенням Регламенту Верховної Ради України та підпорядкував НАБУ та САП Генеральному прокурору і викликав масові протести. 